# Loye and Allen Miller Research Award
Le Loye and Alden Miller Research Award est un prix scientifique créé en 1973 et décerné par la Cooper Ornithological Society (en), une association ornithologique américaine. Ce prix a été nommé en l’honneur de Loye Holmes Miller (en), professeur à l’université de Californie à Los Angeles et son fils Alden Holmes Miller, professeur au Department of Zoology and Museum of Vertebrate Zoology de l’université de Berkeley.
Ce prix récompense des travaux de recherche récents.

## Bénéficiaires
Les bénéficiaires en sont :
- 1993 – George A. Bartholomew (en)
- 1994 – Storrs L. Olson
- 1995 – Barbara DeWolfe
- 1996 – William Dawson (en)
- 1997 – Robert W. Storer
- 1998 – Russell Balda (en)
- 1999 – Gordon Orians (en)
- 2000 – Ernst Mayr
- 2001 – Frank Alois Pitelka
- 2002 – Richard T. Holmes (en)
- 2003 – Peter et Rosemary Grant
- 2004 – Alexander Frank Skutch
- 2005 – John Wiens (en)
- 2006 – Robert Ricklefs (en)
- 2007 – Robert B. Payne (en)
- 2008 – Peter Marler
- 2009 – Frances James (en)
- 2010 – Keith A. Hobson
- 2011 – Susan Haig
- 2012 – Thomas Martin
- 2013 – Trevor Price
- 2014 – Ellen Ketterson
- 2015 – Jerram Brown
- 2016 – Walter D. Koenig